# Hopman Cup 1993
La Hopman Cup 1993 è stata la 5ª edizione della Hopman Cup,torneo di tennis riservato a squadre miste. 
Si è disputata al Burswood Entertainment Complex di Perth in Australia. 
La vittoria è andata alla coppia tedesca formata da Steffi Graf e Michael Stich,
che hanno battuto la coppia spagnola formata da Arantxa Sánchez e Emilio Sánchez.

## Finale
| Germania 2 | Burswood Entertainment Complex, Perth, Australia 1993 Cemento indoor | Burswood Entertainment Complex, Perth, Australia 1993 Cemento indoor | Spagna 1 |     |   |             |
| \| \| \| \| 1 \| 2 \| 3 \| \| \| - \| \| ------------------------------------------------------------ \| --- \| --- \| - \| ----------- \| \| 1 \| \| Steffi Graf Arantxa Sánchez \| 6 4 \| 6 3 \| \| \| \| 2 \| \| Michael Stich Emilio Sánchez \| 7 5 \| 6 3 \| \| \| \| 3 \| \| Michael Stich / Steffi Graf Emilio Sánchez / Arantxa Sánchez \| \| \| \| non giocato \| |                                                                      |                                                                      |          |     |   |             |
| |                                                                      |                                                                      | 1        | 2   | 3 |             |
| 1 | Germania (bandiera) · Spagna (bandiera)                              | Steffi Graf Arantxa Sánchez                                          | 6 4      | 6 3 |   |             |
| 2 | Germania (bandiera) · Spagna (bandiera)                              | Michael Stich Emilio Sánchez                                         | 7 5      | 6 3 |   |             |
| 3 | Germania (bandiera) · Spagna (bandiera)                              | Michael Stich / Steffi Graf Emilio Sánchez / Arantxa Sánchez         |          |     |   | non giocato |

## Campioni
| Vincitori della Hopman Cup 1993 |
| ------------------------------- |
| Germania (1º titolo)            |